# Charles Santley
Charles Santley (Liverpool, Regne Unit, 28 de febrer de 1834 - 22 de setembre de 1922) fou un tenor i compositor anglès.
Fou deixeble de Manuel García a Londres, i feu la seva presentació a Pavia amb La traviata. Després tornà a la seva pàtria i prengué part en diferents festivals musicals, i el 1857 fou contractat per una companyia d'òpera anglesa que actuava en el teatre Reial de Londres.
La temporada 1863-1864 també és l'any de Santley al Gran Teatre del Liceu de Barcelona, aristòcrata anglès la veu del qual ha sobreviscut gràcies a uns enregistraments molt rars del 1902.
Va estrenar El vaixell fantasma de Richard Wagner en el Covent Garden, d'aquesta capital, i de 1862 a 1906 prengué part sense interrupció en els grans festivals anuals dedicats a Handel.
També es va distingir com a compositor, deguen-se-li algunes obres orquestrals, una Missa i altres composicions religioses.
Mentre estava al seu país aprofitava per donar classes magistrals de cant, i on entre els seus alumnes hi hagué la contralt canadenca Bessie Bonsall.
A més va escriure les obres didàctiques:
- Student and Singer, (1892)
- The Singing Master, (1908)
- The Art of Singing, (1908)